# 德壽宮
德壽宮是韓國首爾特別市內的一處古蹟，為朝鲜王朝及大韓帝國最後使用的宮殿，宮內有許多朝鮮早期的歐式建築。

## 歷史
德壽宮最早作為成宗之兄月山大君的宅邸而建。壬辰倭乱时，居住在这里的是月山大君的后代李琉、李诚。1592年宣祖返回汉城後，这里成為朝鮮的臨時王宮，因為其他宮殿都在日本入侵時焚燬了，當時稱為「貞陵洞行宮」。李琉的住宅被改为宣祖办公的昔御堂。宣祖在此迎娶了继妃仁穆王后，并在这里去世。
光海君於1608年在貞陵洞行宮即位，并将李诚的住所改为即祚堂。1611年，光海君將貞陵洞行宮改名為「慶運宮」(경운궁)。1618年昌德宮重建，正宮移轉。仁穆大妃被光海君废位后，曾幽闭于此。此后慶運宮成為別宮約270年。

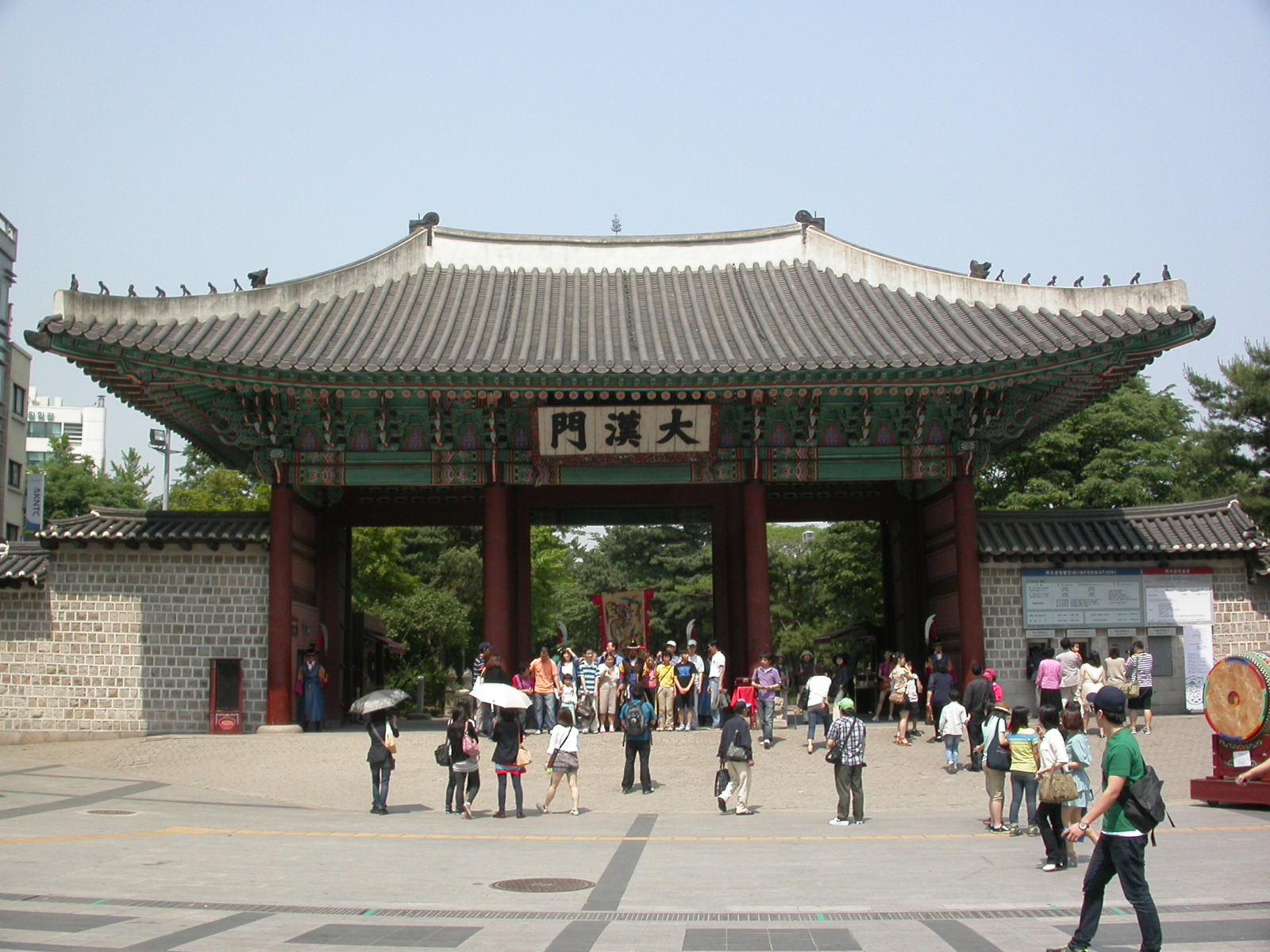
德寿宫大汉门

1896年閔妃遭到日本特務暗殺後，高宗逃難俄羅斯公使館（俄館播遷）。1897年高宗結束避難後，選擇离俄、美、法、德等国公使馆最近的慶運宮作為居所。高宗以即祚堂作为办公之所，此外宫中还有恭默轩、咸宁殿（寝殿），景孝殿（明成皇后祠堂）等建筑，世子住在即祚堂东侧的昔御堂。
1897年10月7日，庆运宫的即祚堂被更名为太极殿。12日凌晨，高宗在新建的圜丘行祭天礼之后，返回庆运宫，身穿十二章衮服，在太极殿接受百官朝拜。10月13日，高宗在太极殿宣布新国号“大韩帝国”。

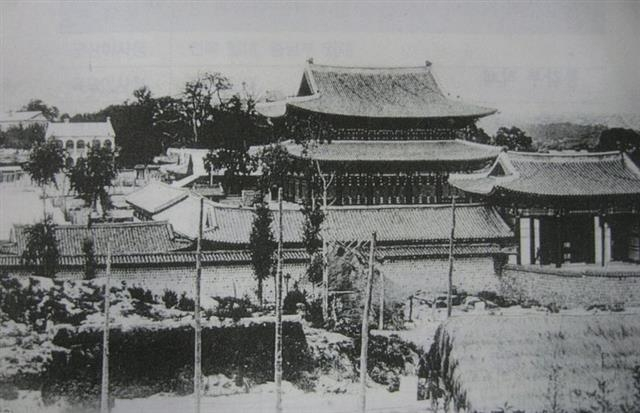
高宗称帝之后的庆运宫

由于庆运宫是离宫，因此建筑比较简陋，没有类似景福宫勤政殿、昌德宫仁政殿、昌庆宫明政殿和庆熙宫崇政殿那样的正殿。从1901年起，开始在庆运宫的中心地带建造规模类似于仁政殿的中和殿，其规模为五开间、四进，重檐顶，殿内有御座、五峰屏，殿外有品阶石。在中和殿前修建了中和门、朝元门。整个中和殿工程耗费约325万两，木材购自江原道的淮阳、金城等地，石材包括江华岛的砖石、全罗道砺山的品阶石和汉城近郊的石材。
1904年4月14日，皇帝寝殿咸宁殿的温突（地炕）在点火时发生火灾，不仅烧毁了咸宁殿，而且延烧到中和殿。此外太极殿（即祚堂）、昔御堂、供奉明成皇后神主的景孝殿、接待外交使节的浚明堂和咸有斋、供奉高宗御影的钦文阁、永福堂、咸喜堂、养怡斋等建筑均被焚毁。在火灾中幸免的只有偏处西北隅的嘉靖堂、惇德殿、九成轩和漱玉轩（重明堂）。

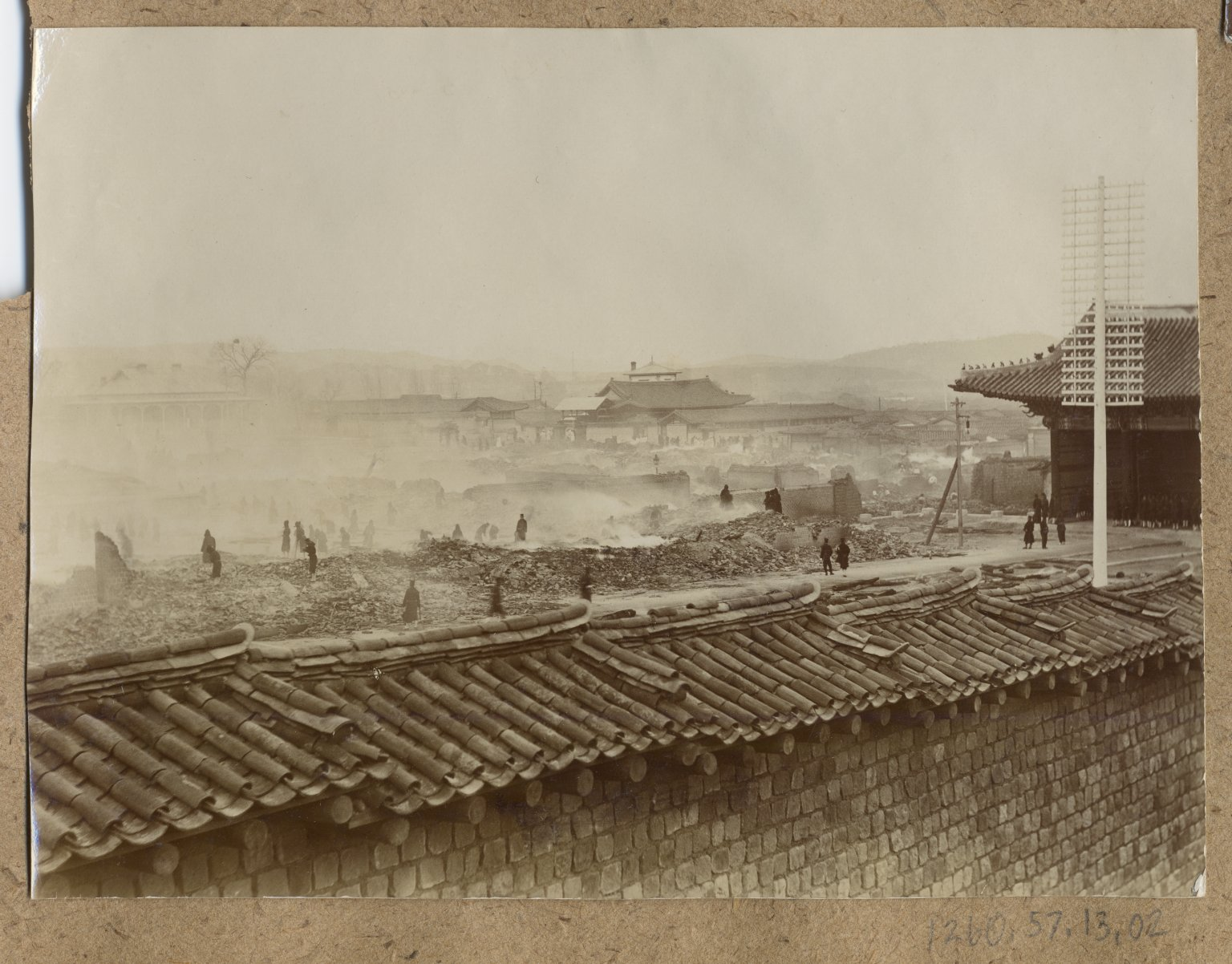
火灾后的庆运宫

火灾之后，大韩帝国迅速重修庆运宫，建造了30多座建筑。除了重建被烧毁的各处殿堂外，还新建了德庆堂、三祝斋、悠好室、宫内府、侍讲院、太医院、秘书院、公事厅、内班院、乘舆库等建筑。此外，1900年建造的西洋式宫殿石造殿也在火灾后的1909年竣工。由于经费有限，中和殿改为单檐屋顶。整个重建工程耗银795万两，其中93万两为“内下钱”（皇室内帑）。庆运宫的正门原本是位于南边的仁化门，但其门外有山坡阻挡，无法与大路相连，显得寒酸。为此将通往圜丘坛和城内大道的东门大安门改为庆运宫正门，并改名为大汉门，取“云汉”或“霄汉”之意。
1907年純宗即位後，改以更加宽敞的昌德宫为正宫，而退位的高宗仍居於此宮。純宗為祈願父親長壽，改慶運宮為「德壽宮」，這個名字一直使用至今。1919年1月21日，高宗在咸宁殿中去世。之后日本朝鲜总督府在宫外修建新道路，以及将京畿高等女校迁移到附近，使得德寿宫的范围大大缩小。韩国光复后，由于扩建太平路，又将市政厅方向的大汉门和宫墙向西平移，因此使德寿宫变为今日占地缩小的样子。

## 建築
- 大漢門 - 德壽宮的正門。舊名「大安門」。現在的建築是1907年完成的。
- 下馬碑
- 禁川橋，在大汉门内。庆运宫改以大汉门为正门后，依王宫规制添建。
- 朝元门，在禁川桥之西，与大汉门、中和门构成前朝三门体制（类似于景福宫的光化门→弘礼门→勤政门，昌德宫的敦化门→进善门→仁政门）。日据时代拆除。
- 中和門 - 中和殿的正門。门两侧原有左右廊庑（行阁）128间，向北环绕中和殿，日据时代将廊庑拆除，仅保留中和门作为仪制性建筑，原有廊庑仅存东南角一处。
- 中和殿 - 德壽宮的正殿。原为五间、四进、重檐歇山顶的建筑，1904年失火焚毁，1906年重新复建后改为单檐歇山顶。
- 浚明堂，在中和殿之北。原为国王处理政务的偏殿。其南侧有重明门通往中和殿。
- 即阼堂，在中和殿之北，浚明堂之东。壬辰倭乱之后曾为宣祖的临时御所。仁祖时期将庆运宫大部分建筑归还给月山大君后人，王室仅保留即阼堂和昔御堂两座建筑。从1897年高宗“俄馆播迁”至1902年中和殿建成期间，曾作为庆运宫正殿使用。其南侧有乾元门通往中和殿。
- 昔御堂，在中和殿之北，即阼堂之东。德壽宮中唯一的二層建築。在朝鮮光海君時代，仁穆大妃曾被軟禁於此處。

- 德弘殿，在中和殿之东，曾為朝鮮高宗接見高级官僚和外國使臣所使用的偏殿。殿内天花板上安装有西洋式吊灯。
- 咸寧殿，在德弘殿之东，为高宗的居所。1897年修建，1904年失火焚毁后重建。東面為高宗的寢間；西面則為按照仪礼为已故明成王后（以及将来的继后）保留的寢間。1919年朝鮮高宗於該殿崩御。寶物820號。
- 光明門，原为通往咸宁殿的正门，日据时代拆除左右廊庑，成为孤立的门殿式建筑
- 静觀軒，在咸宁殿之北，建於1900年，王宮中最早的歐式建築，内部为罗马式石柱，外面为西洋铸铁式环廊
- 石造殿，大韩帝国时期的西式建築，1900-1910年建造。一层（底层）是侍从使用的房间。二层为觐见室和会客室，三层为皇帝和皇后的寝居。但实际上高宗并未在此居住过。1919年高宗去世后空置，日据时代曾改为日本绘画美术馆，1938年西侧建造别馆后，石造殿改为李王家美术馆。
- 石造殿別館
- 英国式庭園
- 仰俯日晷
- 惇德殿，西洋式红砖建筑，原为大韓帝國迎賓館，后被1907年纯宗在此即位。1922年在德寿宫和美国公使馆之间修建道路时被拆除。2018年啟動重建、2023年重建完成，對外展示大韓帝國外交史料[3]。
- 璇源殿，在旧庆运宫西部区域，与庆运宫主要建筑之间有美国公使馆相隔，供奉肃宗等七代国王神位，高宗去世翌年，即1920年，日本朝鲜总督府以“无人祭祀”为由将其拆至昌德宫。璇源殿区域的土地被出售给朝鲜银行、殖产银行、京城日报社、海印寺佛教中央布道所和京城女子公立普通学校(德寿小学)、京城第一公立高等女子学校等。
- 重明殿，在旧庆运宫西部区域，与庆运宫主要建筑之间有美国公使馆相隔。为两层红砖西洋式建筑。原名漱玉轩，为存放书籍的皇家图书馆。1904年庆运宫大火后高宗曾临时在此居住，改名重眀殿。院中有环碧亭和晚喜堂等十余座建筑。1905年日本与韩国在此签订《乙巳条约》。
- 養怡齋
- 布德門-舊名「平成門」。
- 彰信門
- 錫類門
- 龍德門
- 惟賢門
- 宫内各司：元帅府、内务府、侍讲院、太医院、电话局等，都在旧庆运宫-德寿宫宫墙之内，日据时代因修建太平路而陆续拆除。

## 圖集

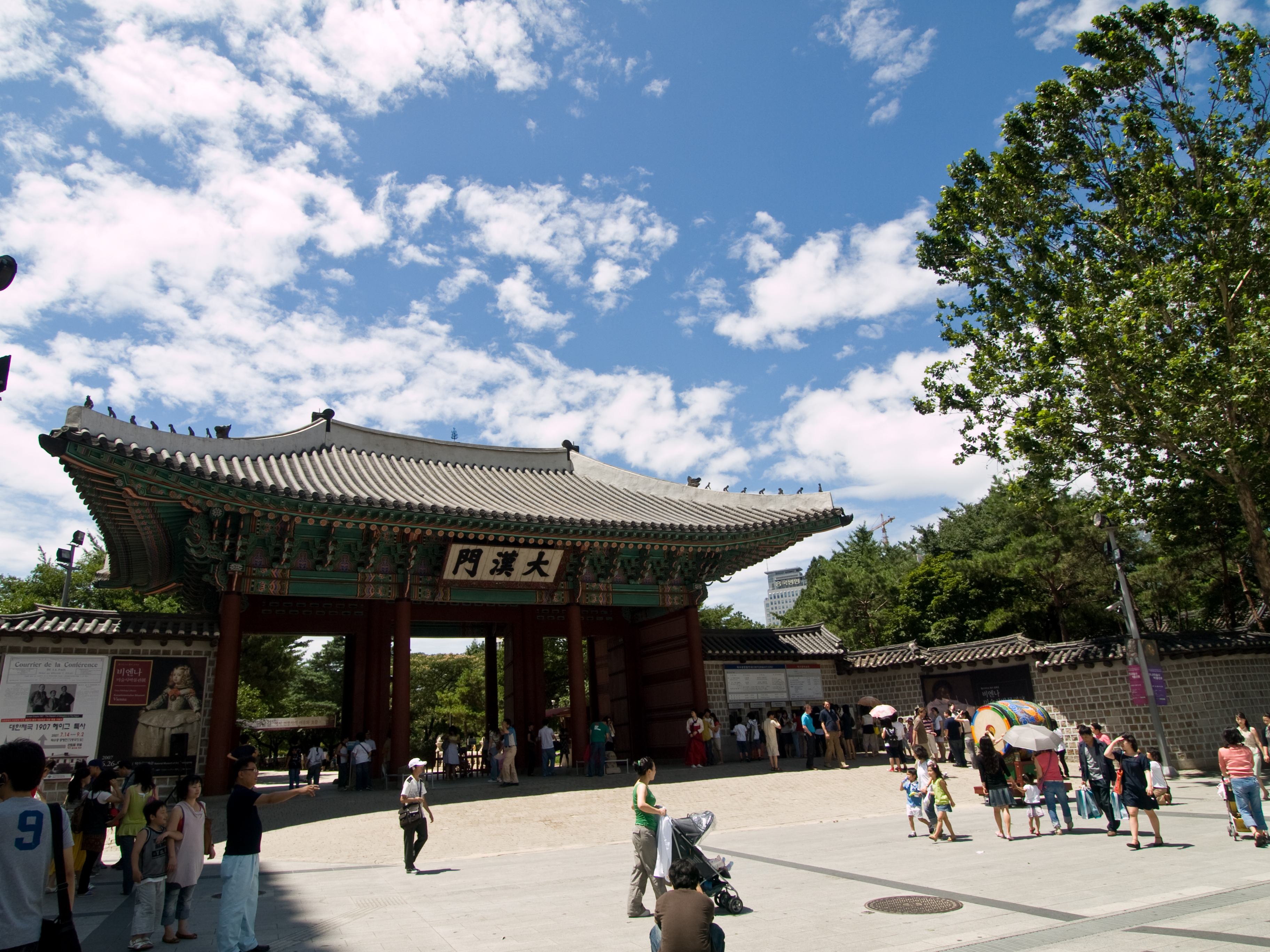
大漢門（대한문）
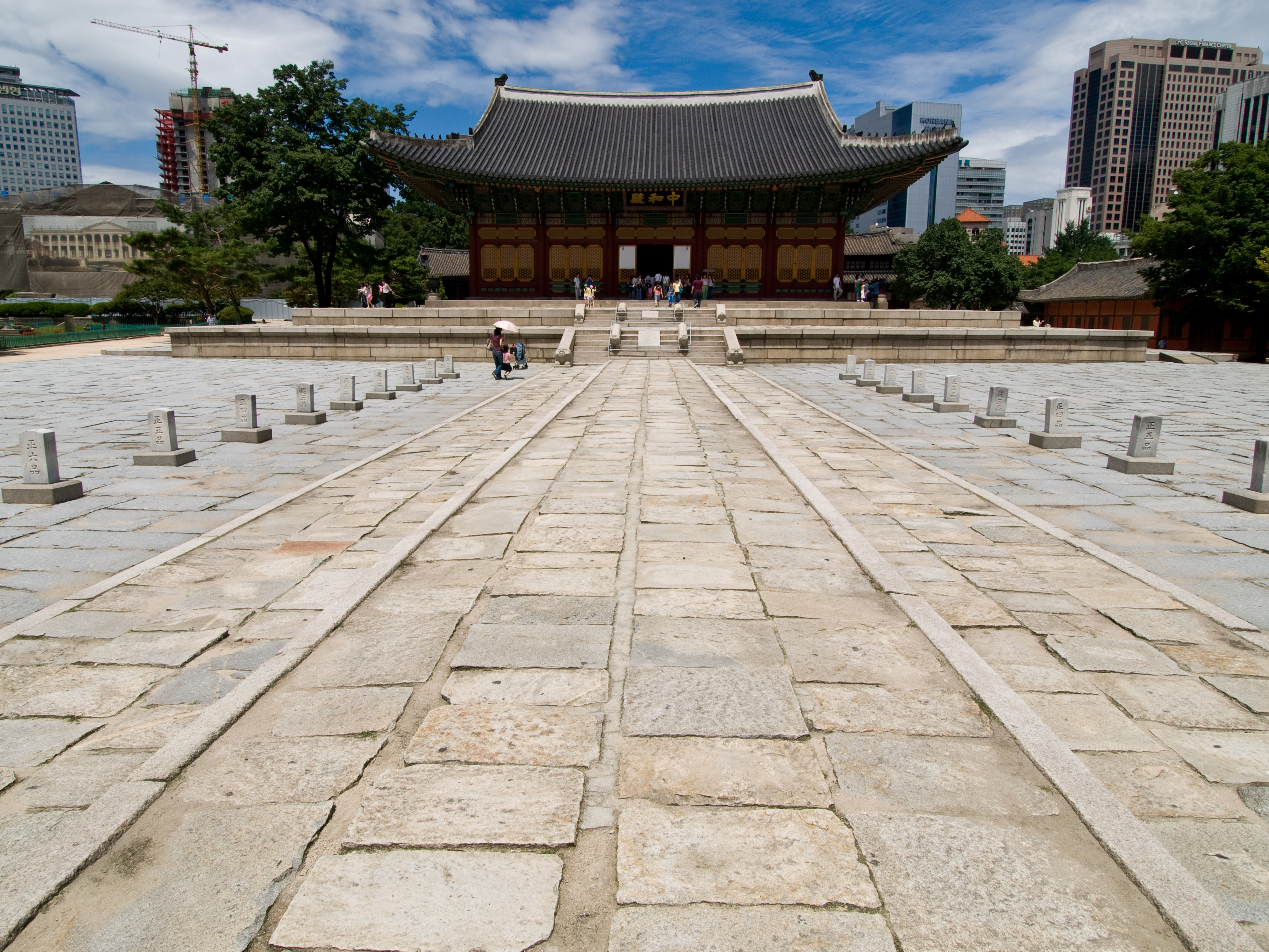
中和殿（중화전）
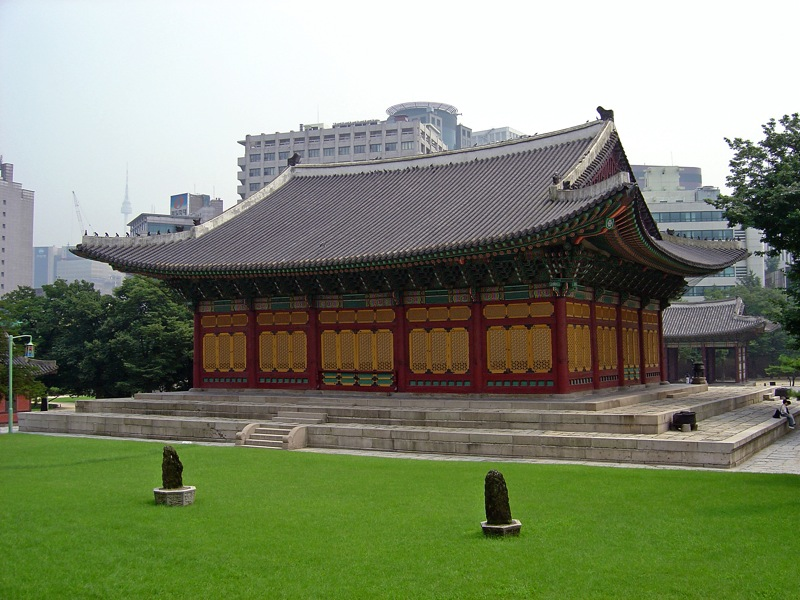
中和殿（중화전）
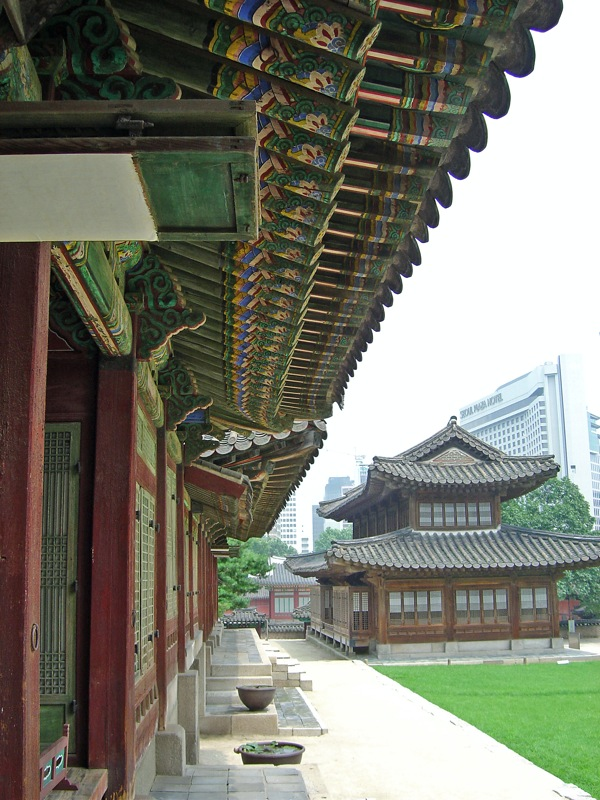
昔御堂（석어당）
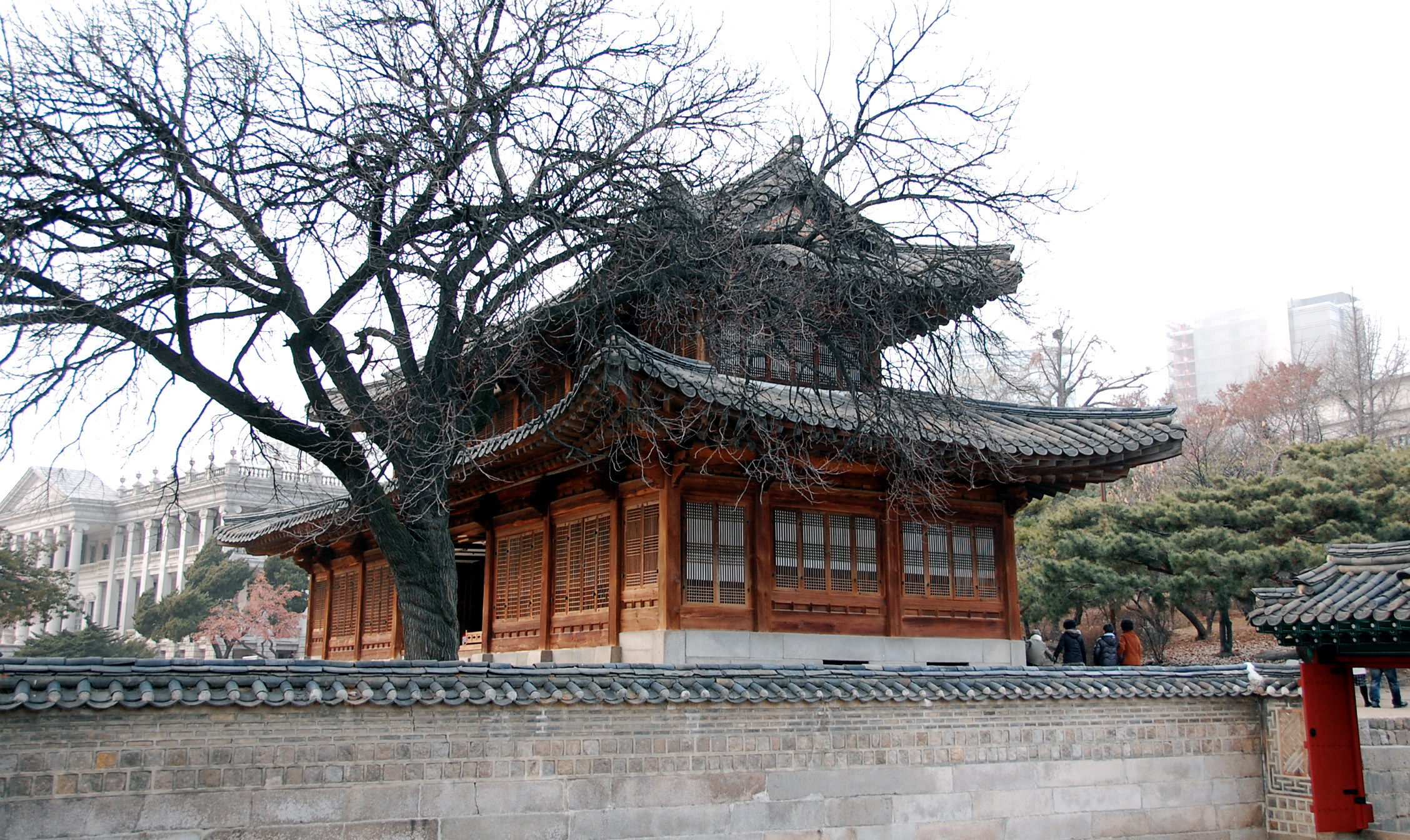
昔御堂（석어당）
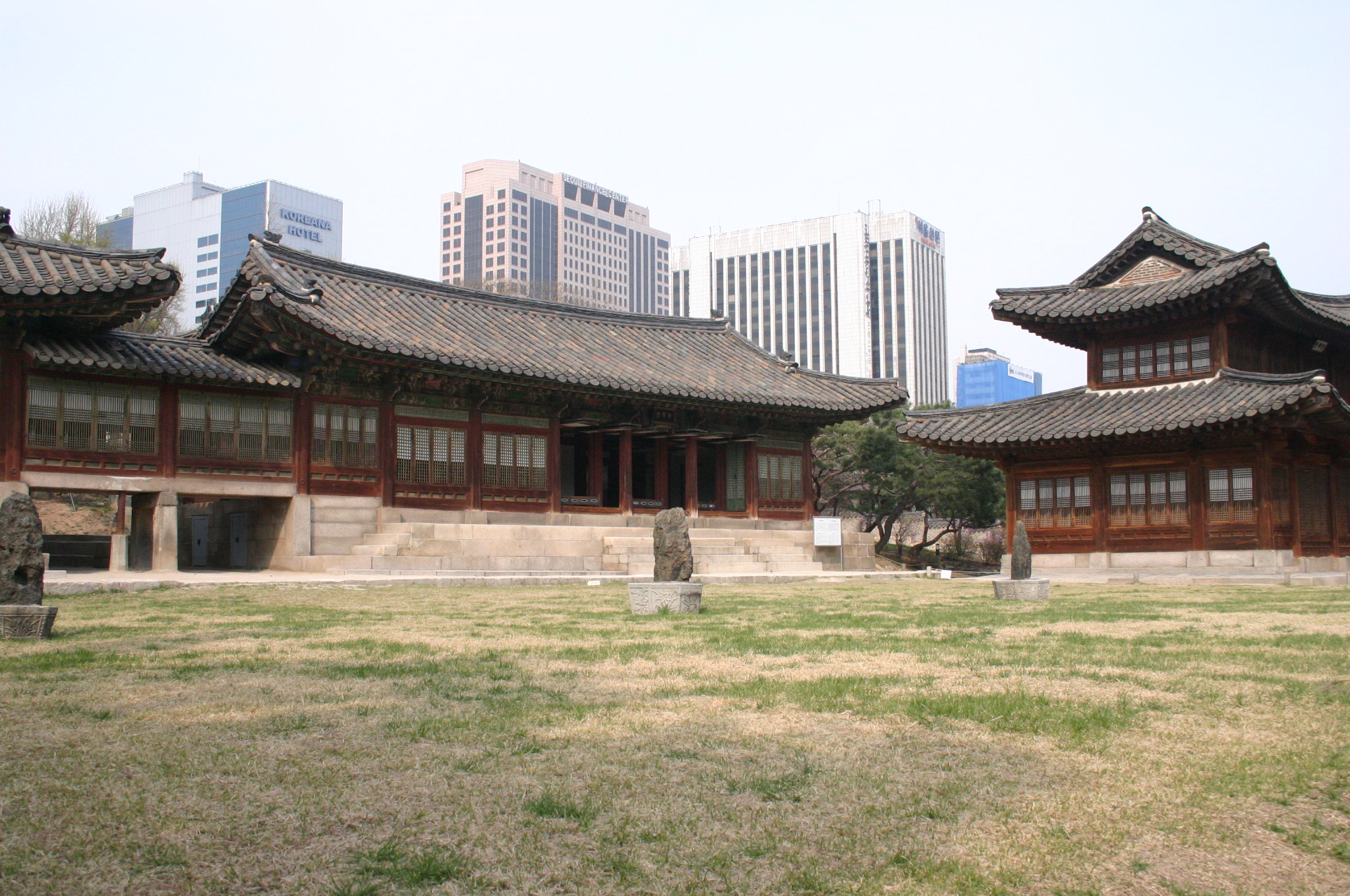
即祚堂（즉조당）
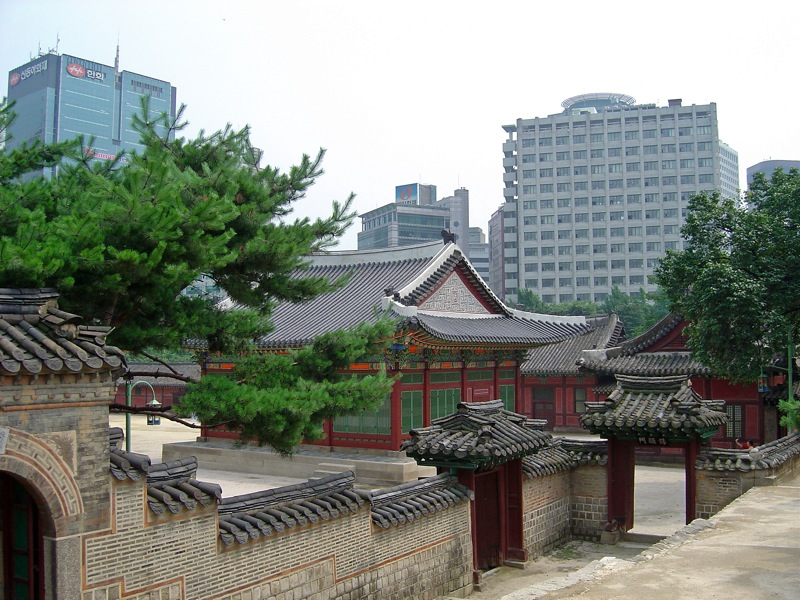
德弘殿（덕홍전）
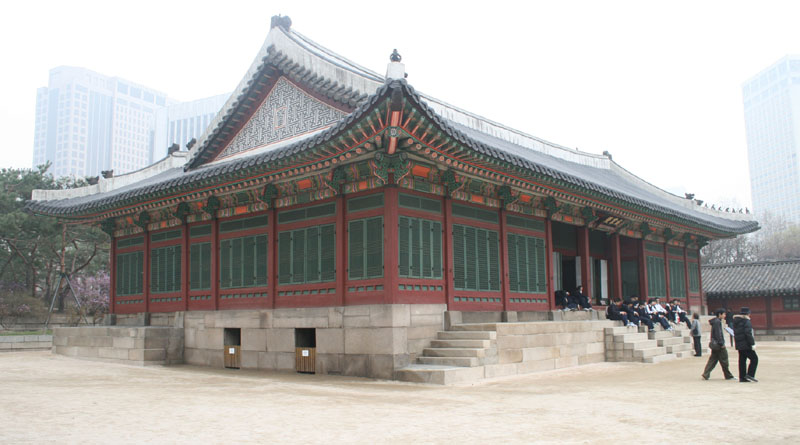
咸寧殿（함녕전）
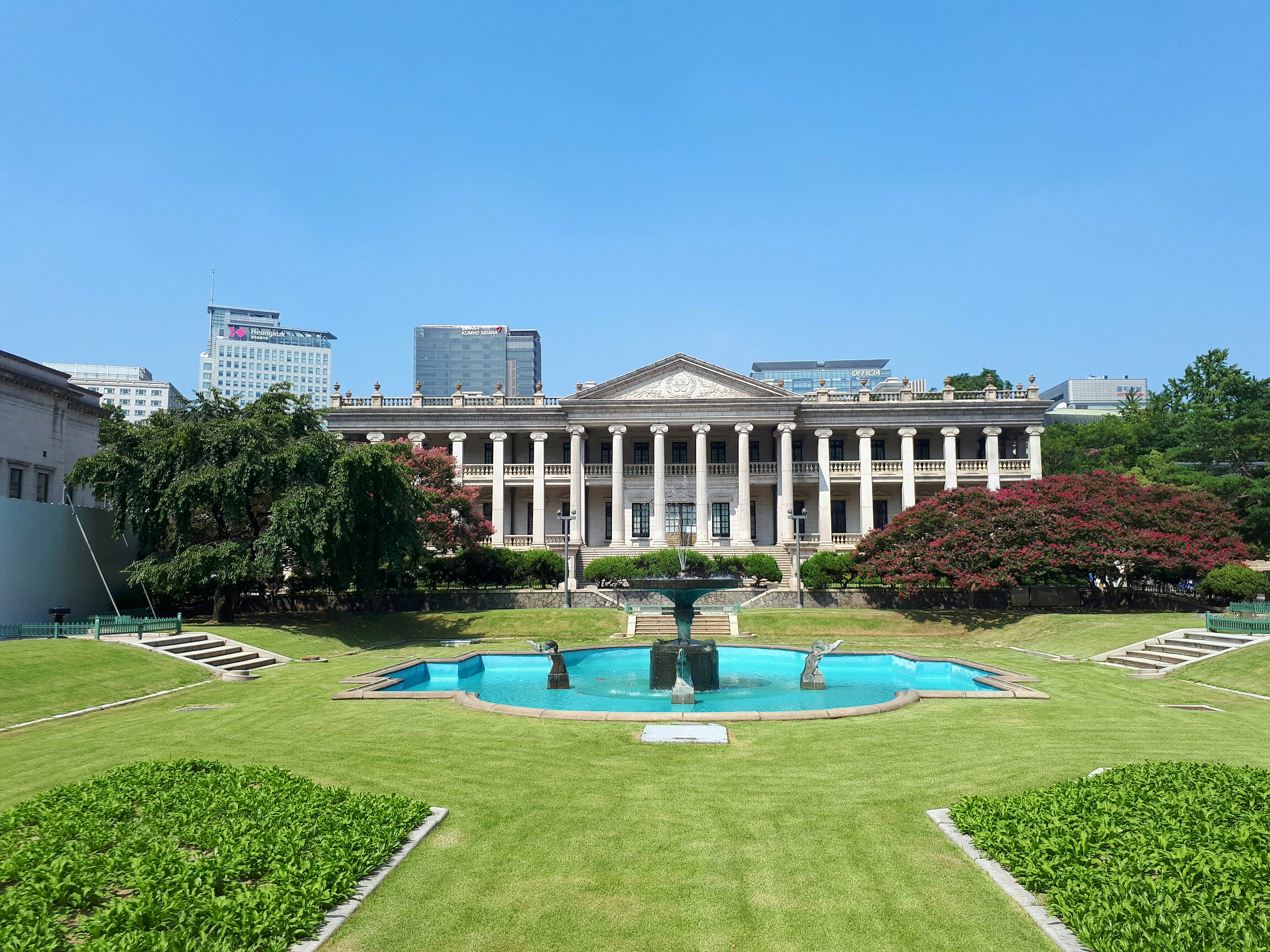
石造殿（석조전）
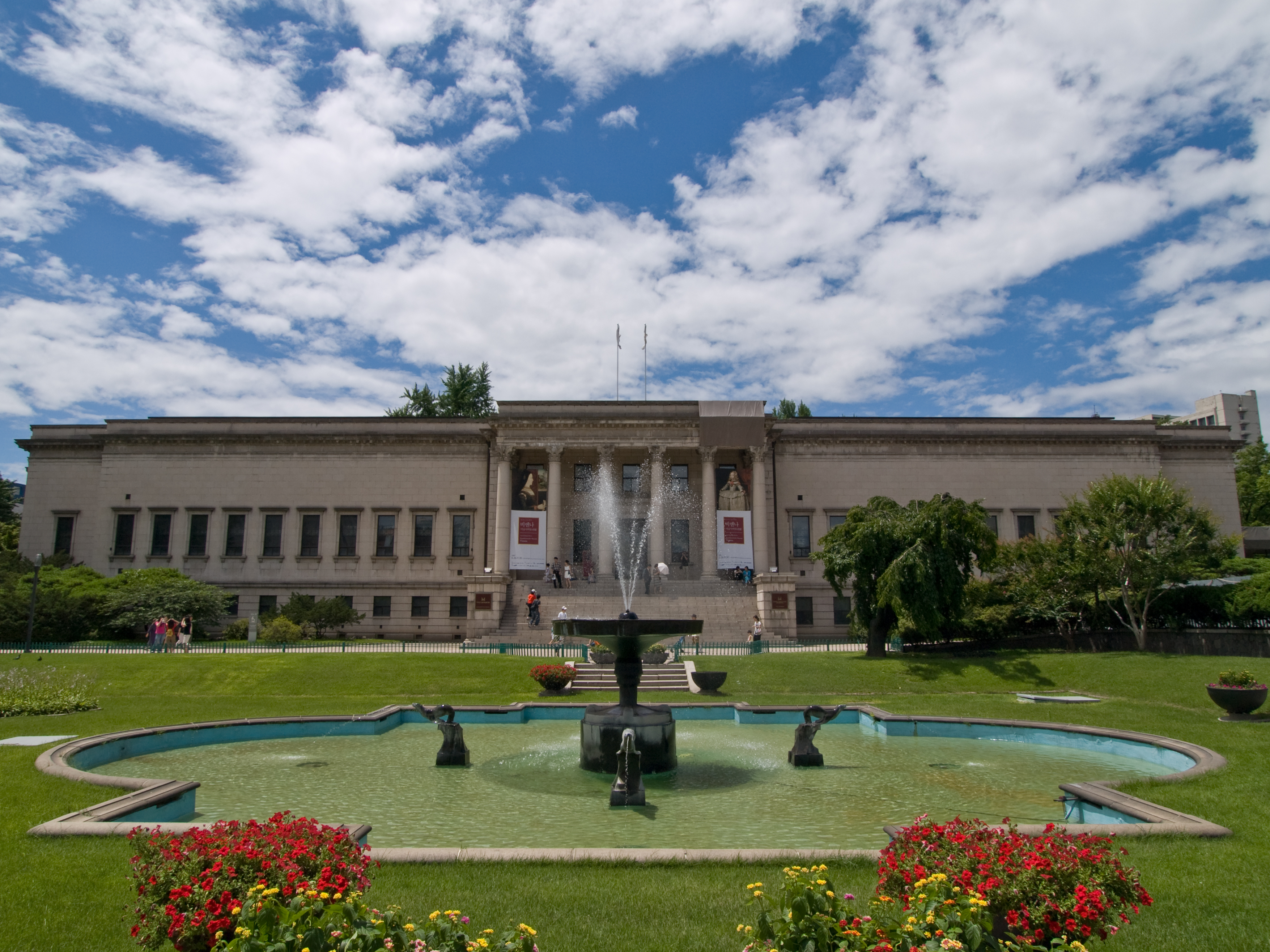
德壽宮美術館 （덕수궁 미술관）
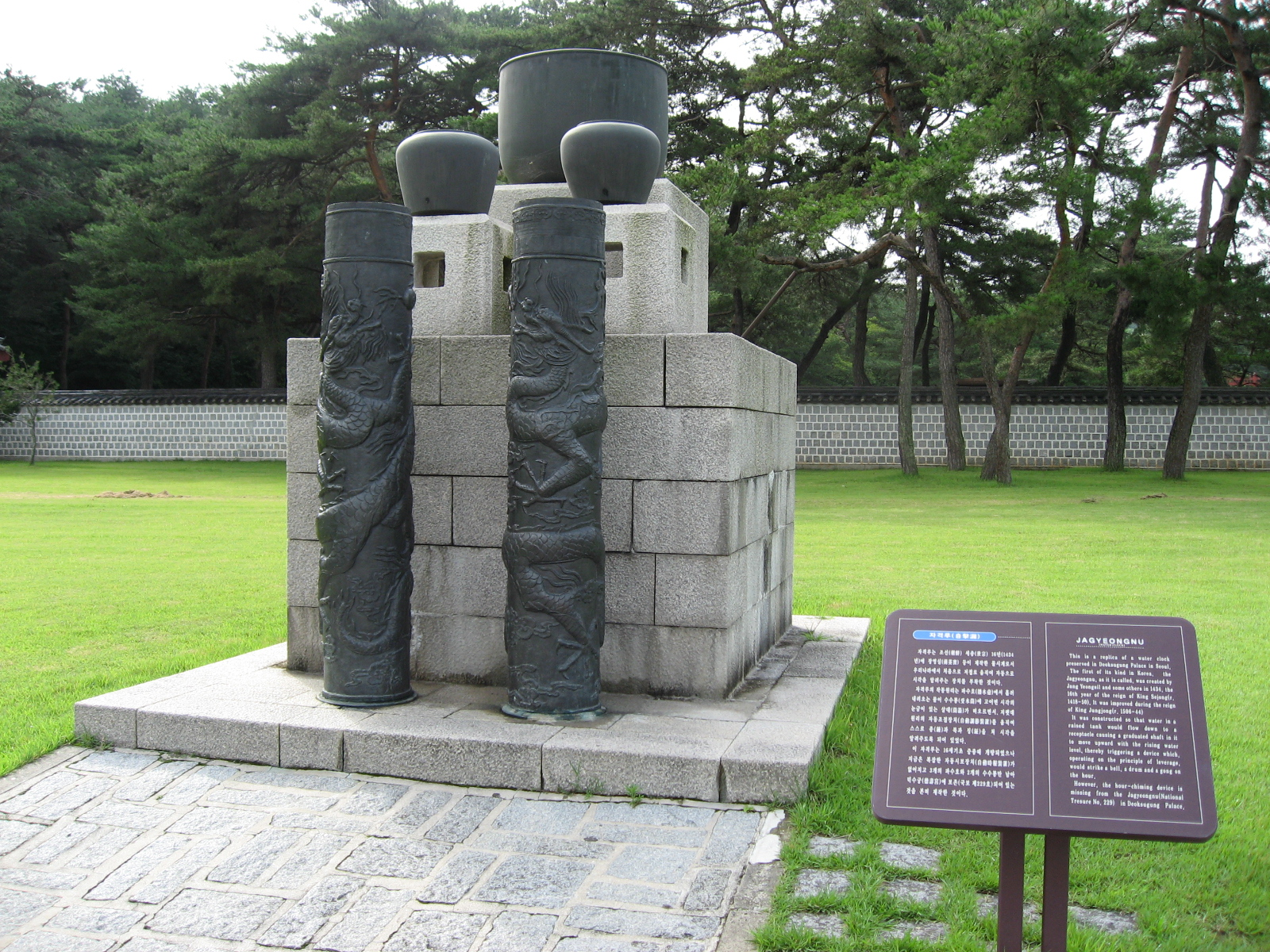
報漏閣（보루각)自擊漏（자격루）